# Цефтолозан
Цефтолозан (англ. Ceftolozane, лат. Ceftolozanum) — антибіотик з групи цефалоспоринів V покоління для парентерального застосування. Препарат застосовується виключно в комбінації з інгібітором бета-лактамаз тазобактамом. Цефтолозан схвалений для клінічного застосування у США в грудні 2014 року, а в Європейському Союзі у вересні 2015 року.

## Фармакологічні властивості
Цефтолозан — антибіотик широкого спектра дії, що належить до групи цефалоспоринів V покоління. Як і інші β-лактамні антибіотики діє бактерицидно. Механізм дії препарату полягає у порушенні синтезу клітинної стінки бактерій. Препарат є активним проти наступних мікроорганізмів: стрептококи, Escherichia coli, клебсієли, Proteus mirabilis, Enterobacter cloacae, Haemophilus influenzae, Pseudomonas aeruginosa; нечутливими до препарату є стафілококи та Enterococcus spp. Цефтолозан застосовується при госпітальних пневмоніях, важких інфекціях черевної порожнини, та важких інфекціях сечовивідних шляхів.

### Фармакодинаміка
Після внутрішньовенного введення цефтозолан рівномірно розподіляється в організмі, препарат погано зв'язується з білками плазми крові. Даних за проникнення препарату через гематоенцефалічний бар'єр, плацентарний бар'єр та виділення в грудне молоко відсутні. Цефтолозан не метаболізується, виводиться з організму із сечею у незміненому вигляді. Період напіввиведення препарату становить 3 години, цей час може зростати при важкій нирковій недостатності.

## Показання до застосування
Цефтолозан застосовують при лікуванні інфекцій, викликаних чутливими до препарату збудниками — ускладнених інфекцій сечовидільної системи, важких інфекціях черевної порожнини, та госпітальній пневмонії.

## Побічна дія
При застосуванні цефтозолану спостерігають наступні побічні реакції:
- Алергічні реакції — висипання на шкірі, гарячка, кропив'янка].
- З боку травної системи — нудота, блювання, запор або діарея, біль у животі, псевдомембранозний коліт, паралітична кишкова непрохідність.
- З боку нервової системи — головний біль, запаморочення, ішемічний інсульт, безсоння, неспокій.
- З боку серцево-судинної системи — стенокардія, тахікардія, венозний тромбоз, фібриляція передсердь, артеріальна гіпотензія.
- З боку сечовидільної системи — порушення функції нирок, ниркова недостатність.
- Зміни в лабораторних аналізах — гіпокаліємія, гіперглікемія, підвищення активності амінотрансфераз, гіпомагніємія, анемія, гіпофосфатемія, тромбоцитоз, підвищення активності лужної фосфатази в крові, збільшення концентрації креатиніну в крові.

## Протипокази
Цефтозолан протипоказаний при підвищеній чутливості до β-лактамних антибіотиків. З обережністю застосовується препарат при вагітності, годуванні грудьми, при нирковій недостатності.

## Форми випуску
Цефтозолан випускається у вигляді порошку в флаконах для ін'єкцій разом з тазобактамом по 1 г цефтозолану та 0,5 г тазобактаму.